# Cantonul Exmes
Cantonul Exmes este un canton din arondismentul Argentan, departamentul Orne, regiunea Basse-Normandie, Franța.

## Comune
| Comune                  | Populație (1999) | Cod poștal | Cod INSEE |
| ----------------------- | ---------------- | ---------- | --------- |
| Avernes-sous-Exmes      | ...              | 61310      | 61019     |
| Le Bourg-Saint-Léonard  | ...              | 61310      | 61057     |
| La Cochère              | ...              | 61310      | 61110     |
| Courménil               | ...              | 61310      | 61131     |
| Exmes                   | ...              | 61310      | 61157     |
| Fel                     | ...              | 61160      | 61161     |
| Ginai                   | ...              | 61310      | 61190     |
| Omméel                  | ...              | 61160      | 61315     |
| Le Pin-au-Haras         | ...              | 61310      | 61328     |
| Saint-Pierre-la-Rivière | ...              | 61310      | 61449     |
| Silly-en-Gouffern       | ...              | 61310      | 61474     |
| Survie                  | ...              | 61310      | 61477     |
| Villebadin              | ...              | 61310      | 61504     |